# 회현동천
회현동천(會賢洞川)은 창동천으로 흘러드는 하천으로, 현재는 복개되었다. 준천사실에는 회현동하류(會賢洞下流) 및 장흥동하류(長興洞下流)로, 동국여지비고에는 회현동(會賢洞)으로 되어 있고, 한경지략에는 누락되어 있다.

## 남대문로 지하배수로
회현동천은 일부 구간이 1907~1915년경에 암거화되었다. 현재의 남대문로 지하에서, 적벽돌로 둥글게 축조된 암거가 394m 구간이 발견되었다.

## 과거의 다리
조선 시대의 회현동천의 다리 목록이다.
- - : 충무로1가 52번지에 있었으며, 수선전도에 표시만 되어 있어 이름은 알 수 없다.[3]